# HMS H47
Pour les articles homonymes, voir H47.
Le HMS H47 était un sous-marin britannique de classe H construit pour la Royal Navy par William Beardmore and Company à Dalmuir, dans le cadre du groupe 3. Sa quille est posée le 20 novembre 1917 et il fut mis en service le 25 février 1919. Il avait un effectif de vingt-deux membres d’équipage.
Le HMS H47 est coulé le 9 juillet 1929 dans une collision avec un autre sous-marin britannique, le HMS L12, au large de Milford Haven, au Pays de Galles. Vingt-et-un membres de l’équipage ont été perdus, il y a eu seulement trois survivants.

## Conception
Le H47 est un sous-marin de type Holland 602, mais il a été conçu pour répondre aux spécifications de la Royal Navy. Comme tous les sous-marins britanniques de classe H postérieurs au HMS H20, le H47 avait un déplacement de 440 tonnes en surface, et de 500 t en immersion. Il avait une longueur totale de 52 m, un maître-bau de 4,67 m, et un tirant d'eau de 3,81 m.
Il était propulsé par un moteur Diesel d’une puissance de 480 ch (360 kW) et par deux moteurs électriques fournissant chacun une puissance de 320 ch (240 kW). Le sous-marin avait une vitesse maximale en surface de 13 nœuds (24 km/h). En utilisant ses moteurs électriques, le sous-marin pouvait naviguer en immersion à 11 nœuds (20 km/h). Il transportait normalement 18,1 tonnes de carburant, mais il avait une capacité maximale de 20 tonnes. Les sous-marins britanniques de classe H post-H20 avaient un rayon d'action de 2 985 milles marins (5 528 km) à la vitesse de 7,5 nœuds (13,9 km/h) en surface,.
Le H47 était armé d’un canon antiaérien et de quatre tubes lance-torpilles de 21 pouces (533 mm) montés dans la proue. Il emportait huit torpilles. Son effectif était de vingt-deux membres d’équipage.